# Тростниковые суторы
Тростниковые суторы (лат. Paradoxornis) — род птиц из семейства суторовых. 
В состав рода включают 10 видов:
| Изображение | Русское название    | Научное название           | Распространение                                         |
| ----------- | ------------------- | -------------------------- | ------------------------------------------------------- |
|             | Тростниковая сутора | Paradoxornis heudei        | Китай, восток России                                    |
|             | Черногорлая сутора  | Paradoxornis flavirostris  | Индия, Бангладеш, Непал                                 |
|             | Пестрогрудая сутора | Paradoxornis guttaticollis | Бангладеш, Китай, Индия, Лаос, Мьянма, Таиланд, Вьетнам |
|             | Большая сутора      | Paradoxornis aemodius      | Бутан, Китай, Индия, Мьянма, Непал                      |
|             | Одноцветная сутора  | Paradoxornis unicolor      | Бутан, Китай, Индия, Мьянма, Непал                      |
|             | Трёхпалая сутора    | Paradoxornis paradoxus     | центральный Китай                                       |
|             | Сероголовая сутора  | Paradoxornis gularis       | Гималаи, Индокитай, Хайнань                             |
|             |                     | Paradoxornis margaritae    | Камбоджа и Вьетнам                                      |
|             | Рыжеголовая сутора  | Paradoxornis ruficeps      | Гималаи, Мьянма, Лаос, Вьетнам                          |
|             |                     | Paradoxornis bakeri        | Гималаи, Индокитай                                      |

Исследования ДНК показали, что этот род парафилетичен относительно более крупных сутор и американского вида Chamaea fasciata. Поэтому Paradoxornis был разделён на несколько более мелких родов, включая Cholornis и Psittiparus. Позднее парафилия была ликвидирована расширением рода Paradoxornis.